# マーク・E・ケリー
マーク・エドワード・ケリー（Mark Edward Kelly, 1964年2月21日 - ）は、アメリカ合衆国の政治家、宇宙飛行士および海軍軍人。アリゾナ州選出のアメリカ合衆国上院議員（2期）。
妻は民主党所属の元下院議員ガブリエル・ギフォーズ。双子の兄弟のスコット・ケリーもNASAの宇宙飛行士である。

## 来歴

### 生い立ち
警察官だった父リチャード・ケリーと母パトリシア・ケリー（旧姓：マカヴォイ）の息子として、双子の兄弟のスコットとともに生まれる。
ニュージャージー州のウェストオレンジ高校を卒業後、アメリカ軍の士官学校であるアメリカ商船大学校で海洋工学と航海科学の理学士号を取得し、1986年に最優秀の成績で卒業した。1994年には海軍大学院で航空工学の理学修士号を取得した。

### 海軍軍人
1987年12月、アメリカ海軍航空士官となり、 A-6E イントルーダーの初期訓練を受ける。その後、日本の厚木海軍飛行場で第115攻撃飛行隊（VA-115）に配属され、ミッドウェイの乗員としてペルシア湾に2回派遣されたほか、砂漠の嵐作戦では39回の戦闘任務を遂行した。
軍人として50機以上の航空機で合計5,000時間以上飛行し、375回以上の空母着陸を経験している。

### 宇宙飛行士
1996年、兄弟のスコットとともにNASAからスペースシャトルの操縦手（パイロット）に選出される。その年の8月にはNASA宇宙飛行士団に加わった。

#### STS-108
2001年12月5日（UTC）から12月17日（UTC）にかけ、ミッション「STS-108」の操縦手としてエンデバーに搭乗した。国際宇宙ステーション（ISS）への物資の搬入などが目的であった。自身初のミッションだったが、特にトラブルは発生せず、無事に地球に帰還することができた。

#### STS-121
2006年7月4日（UTC）から7月17日（UTC）にかけ、ミッション「STS-121」の操縦手としてディスカバリーに搭乗した。国際宇宙ステーションに向かうトーマス・ライターの搬送や国際宇宙ステーションへの物資の補給、実験などが行われた。

#### STS-124

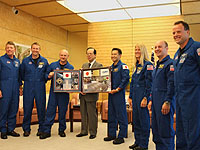
2008年7月29日（JST）、内閣総理大臣福田康夫（左から4人目）を表敬訪問するマーク・ケリー（左から3人目）らSTS-124の乗組員

2008年5月31日（UTC）から6月14日（UTC）にかけ、ミッション「STS-124」の船長としてディスカバリーに搭乗した。ケリーにとっては船長として参加した初のミッションとなった。
フライト中、搭乗運用技術者の星出彰彦らとともに、地上の日本科学未来館との交信に臨んだ。日本科学未来館に集まった日本の内閣総理大臣福田康夫、文部科学大臣渡海紀三朗、駐日アメリカ合衆国大使ジョン・トーマス・シーファー、宇宙飛行士毛利衛らとメッセージを交わした。ケリーと福田は面識がなかったが、福田から「今研究されている成果が地球の環境を良くする成果を生むのではないかと思って期待しています。ぜひ、実験の成功を祈っております。また、帰国されたらお目にかかりたいと思います」とのコメントが伝えられた。
地球帰還後、STS-124の乗組員を率いて日本を訪れ、総理大臣官邸を表敬訪問した。その際、福田が乗組員らの労をねぎらうとともに、ケリーに対し「（国際宇宙ステーションとの交信以来）ようやくお目にかかれました」と直接声をかけるなど、乗組員らは歓待を受けた。

#### STS-134

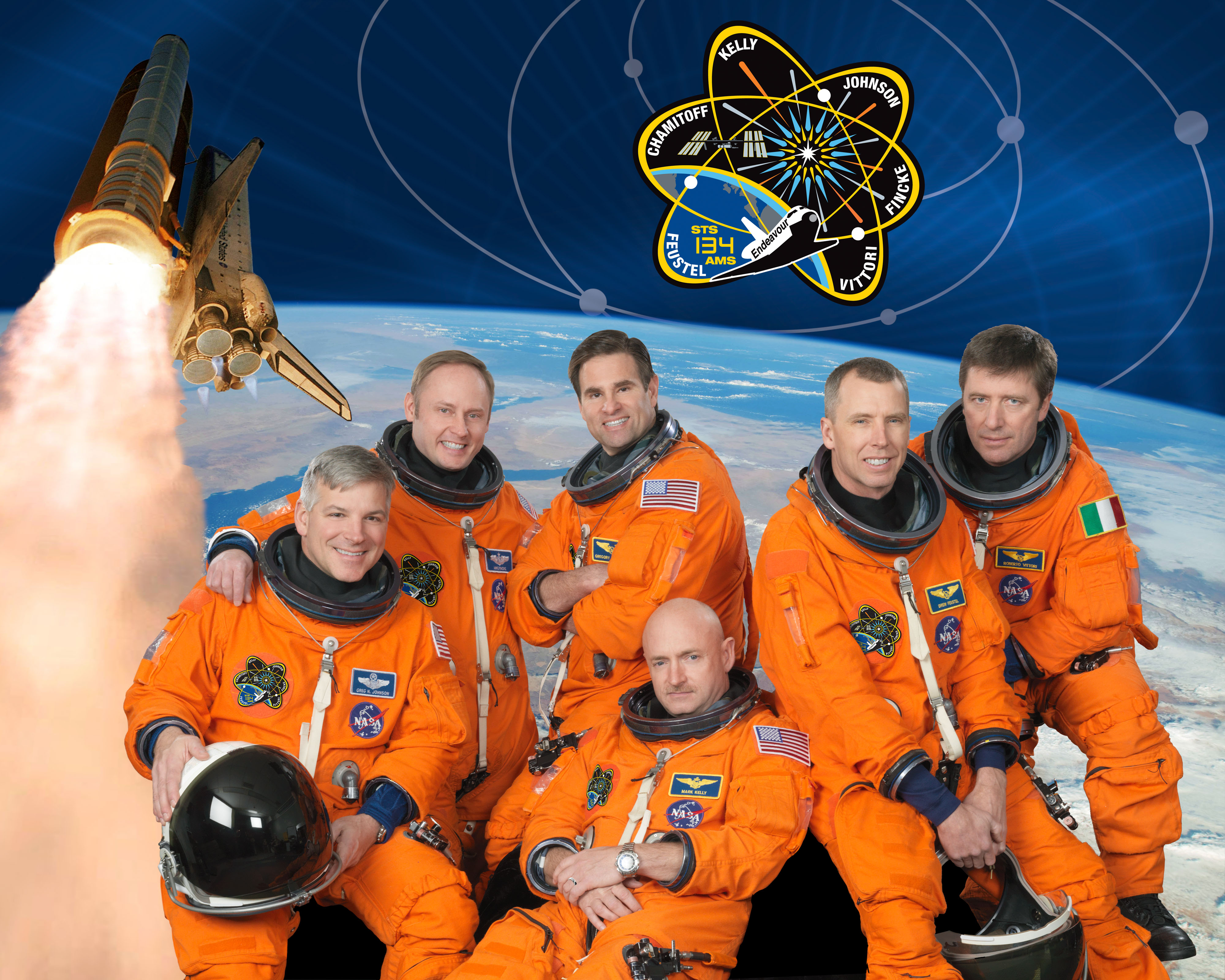
乗員写真（マークは下段中央）

2011年5月16日（UTC）から5月24日（UTC）にかけ、ミッション「STS-134」の船長としてエンデバーに搭乗した。ケリーにとってはこれがシャトルに搭乗した最後のミッションとなった。
この「STS-134」ミッションは、当初は2011年2月末に打ち上げを予定していたため、ISSに滞在していたスコットと宇宙で双子2人が揃うと期待された。しかし、その前の「STS-133」の打ち上げ延期の影響で「STS-134」の打上げが4月19日以降（のちに5月16日に決定）に延期されたため、双子が揃う機会はなくなった。ISSコマンダーを務めたスコットは、ソユーズTMA-01Mで2011年3月16日に帰還した。

### 宇宙飛行士引退後
2011年6月、NASAおよびアメリカ海軍を10月1日付けで引退すると発表した。引退後は、ツーソン銃撃事件で銃撃された妻のガブリエル・ギフォーズ下院議員に寄り添いたいとの意向を明らかにし、回顧録や子ども向けの絵本を出版した。
2013年1月、妻とともに銃犯罪への対策を考えるための政治団体を設立した。

### 上院議員
2019年2月12日、翌年に行われる連邦上院議員選挙に民主党から立候補することを表明した。2020年11月3日の本選では共和党の現職マーサ・マクサリーを得票率51.2%で破り、初めての当選を果たした。同年12月2日に就任宣誓を行い、2021年1月3日に上院議員に就任した。
2022年11月8日に行われた中間選挙では、元ティール財団理事長の共和党候補ブレイク・マスターズを接戦の末に得票率51.39%で破って再選を果たす。2023年1月3日より上院議員として2期目に入った。
2024年8月、大統領選挙の民主党推定候補であるカマラ・ハリスから副大統領候補の最終候補者の一人に選ばれ、ハリスとの面談を行った。

## 双子を比較する宇宙滞在実験
双子の兄弟であるスコットは、2015年3月から国際宇宙ステーションで初めて1年間の長期滞在を行うことになった。この機会を利用して、宇宙に滞在するスコットと地上にいるマークの体の変化を調べることによって、宇宙環境が人体に与える影響を詳しく調べる貴重な機会が得られることから、双子を使った医学実験を行うことになった。これにより将来の月周辺での活動や、小惑星、さらには火星探査に対するリスク軽減や対応策を検討するのに役立てていく。

## 私生活
1989年1月7日にアメリア・ビクトリア・バビスと結婚し、2004年に離婚した。2人の間にはクラウディアとクレアという2人の娘がいる。

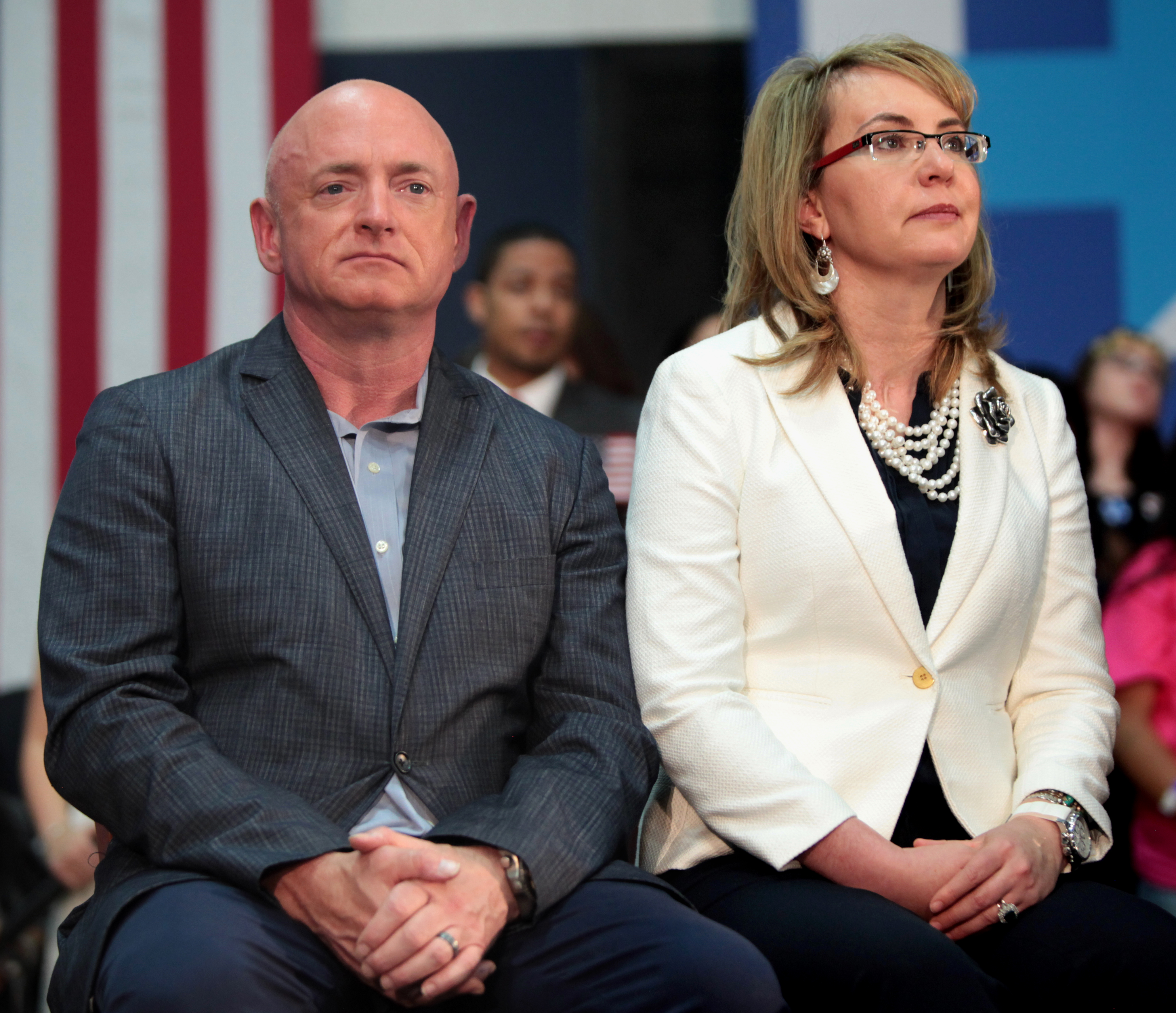
ケリーと妻のガブリエル・ギフォーズ（2016年）

2003年、米中貿易使節団の一員として中国を訪れた際に連邦下院議員ガブリエル・ギフォーズと出会う。2007年11月10日に結婚し、結婚式には「STS-124」スペースシャトルの乗組員や元労働長官ロバート・ライシュらが出席した。

### ツーソン銃撃事件
2011年1月8日、アリゾナ州ツーソンのスーパーマーケットの駐車場で開かれていたギフォーズの政治集会で銃乱射事件が発生する。ギフォーズは至近距離から頭を撃ち抜かれ、病院に運ばれて緊急手術を受けた。一報を受けたケリーは家族とともに飛行機でヒューストンからツーソンへ向かい、ギフォーズのベッドの傍らにて徹夜で容体を見守った。
ギフォーズの容体が回復すると、家族でリハビリ施設の選択肢を調べ上げた。ギフォーズはテキサス大学附属メモリアル・ハーマン病院で5日間を過ごしたのち、 同病院のリハビリ専門施設に移ってリハビリに励んだ。
2月3日、ワシントンD.C.で行われた全国祈祷朝食会で演説し、妻が銃撃されたことで信仰を深めたと明かした。銃撃事件前は「世界はただ回り、時計はただ刻み、物事は特に理由もなく起こると思っていた」が、事件後は「自分がいる場所で祈る。神が心の中にいるときに祈るのだ」と気付いたという。2月4日の会見では「9歳の少女、連邦判事、ギャビー（ギフォーズ）のスタッフで彼女の弟のような存在だったゲイブを含む6人が命を落としたという事実は本当に悲しい状況だ。私はこの事件から何か前向きな教訓が生まれることを期待する」と語った。